# 7 Up

logo užívané v rámci USA

logo užívané mimo USA

7 Up je limonáda s citronovou příchutí bez kofeinu vyráběná ve Spojených státech společností Dr Pepper Snapple Group Inc. a v Česku a zbytku světa společností PepsiCo.
Začal být vyráběn v roce 1929 v USA a pro svůj úspěch začal být od roku 1961 napodobován nápojem Sprite od The Coca-Cola Company. 